# Dunn Center
Dunn Center – miasto w Stanach Zjednoczonych, w stanie Dakota Północna, w hrabstwie Dunn.